# Чибаовци
Чибаовци (болг. Чибаовци) — село в Болгарии. Находится в Софийской области, входит в общину Костинброд. Население составляет 309 человек (2022).

## Политическая ситуация
В местном кметстве Чибаовци, в состав которого входит Чибаовци, должность кмета (старосты) исполняет Златко Асенов Гылыбов (коалиция в составе 2 партий: Политический клуб «Экогласность», Болгарская социал-демократия (БСД)) по результатам выборов правления кметства.
Кмет (мэр) общины Костинброд — Красимир Вылов Кунчев (Болгарская социалистическая партия (БСП)) по результатам выборов в правление общины.